# Horst Schulz (Politiker)

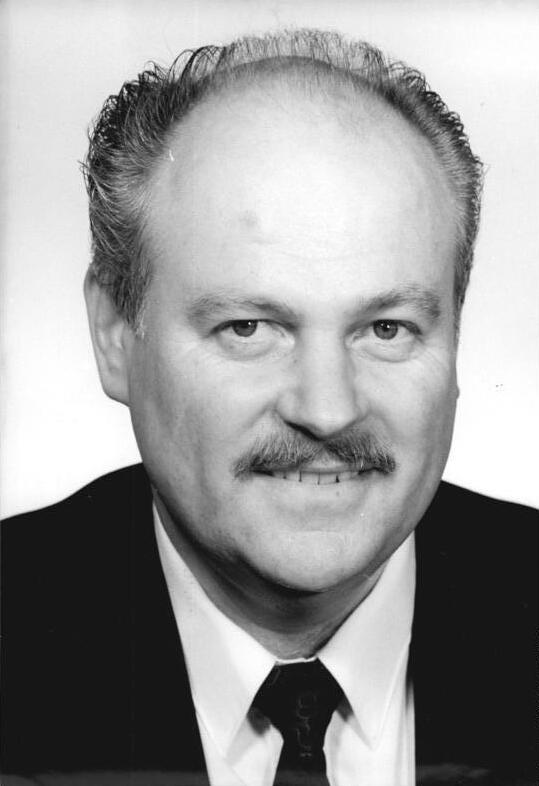
Horst Schulz (1990)

Horst Karl Schulz (* 30. September 1938 in Brüx, Tschechoslowakei) ist ein deutscher Politiker (CDU).

## Leben
Schulz wurde wenige Tage vor dem Einmarsch deutscher Truppen in die Randgebiete der Tschechoslowakei geboren und 1945 in die Sowjetische Besatzungszone umgesiedelt. Er besuchte die Oberschule und danach ein Jahr lang die Arbeiter-und-Bauern-Fakultät. Nach einer Lehre zum Elektromonteur studierte er an der Bergakademie Freiberg, brach das Studium jedoch nach einem Jahr aus politischen Gründen ab. Es folgte eine Ausbildung zum Meister für Maschinenbau an der Ingenieurschule Eisleben und ein Fernstudium an der Ingenieurschule Senftenberg und der Ingenieurhochschule Zittau zum Ingenieur für Kraftwerksanlagen.
Er war Obermeister und Kraftwerksleiter im Kernkraftwerk Greifswald, Bereichsleiter und Oberbauleiter im Energiekombinat Erfurt und im Jahr 1990 Parlamentarischer Staatssekretär im Ministerium für Medienpolitik der DDR.
Schulz gehörte von 1967 bis 1973 der LDPD an. Im Dezember 1989 trat er dem Demokratischen Aufbruch bei. Dort wurde er im Januar 1990 Landesvorsitzender von Thüringen, ehe er im Juni 1990 zur CDU wechselte. In jenem Jahr gehörte er der letzten Volkskammer an. Danach gehörte er bis 1994 dem Thüringer Landtag an und war dort Vorsitzender des Rechtsausschusses.